# Fabian Forte
Fabiano Anthony Forte (Filadelfia, Pensilvania; 6 de febrero de 1943), más conocido como Fabian Forte o simplemente Fabian, es un cantante y actor estadounidense. Forte saltó a la fama nacional tras actuar varias veces en American Bandstand. Se convirtió en un ídolo adolescente de finales de los años 1950 y principios de los 60. Once de sus canciones alcanzaron el Billboard Hot 100.

## Primeros años
Fabian Forte es hijo de Josephine y Dominic Forte; su padre era agente de policía de Filadelfia. Es el mayor de tres hermanos y creció en el barrio de Lower Moyamensing, en el sur de Filadelfia.

### Descubrimiento
Forte fue descubierto en 1957 por Bob Marcucci y Peter DeAngelis, propietarios de Chancellor Records. En aquella época, los productores discográficos se fijaban en los barrios del sur de Filadelfia en busca de talentos adolescentes con buena presencia.
Marcucci era amigo del vecino de al lado de Fabian. Un día, el padre de Fabian sufrió un infarto y, mientras se lo llevaban en ambulancia, Marcucci vio a Fabian. Fabian recordaría más tarde: "No dejaba de mirarme y mirarme. Yo llevaba un corte de pelo, pero era la época de Rick Nelson y Elvis. Se acercó y me dijo: 'Si alguna vez te interesa el negocio del rock and roll...' y me dio su tarjeta. Miré al tipo como si estuviera loco. Le dije: 'Déjame en paz. Estoy preocupado por mi padre'".
Cuando el padre de Fabian volvió del hospital no podía trabajar, así que cuando Marcucci insistió, Fabian y su familia se mostraron dispuestos y él accedió a grabar un sencillo. Frankie Avalon, también del sur de Filadelfia, sugirió a Forte como posibilidad. Fabian dijo más tarde: "Me dieron un pompadour y algo de ropa y esos malditos dólares blancos y allá fui". "Tenía el aspecto adecuado y era el adecuado para lo que pretendíamos", escribió Marcucci más tarde.

## Carrera como cantante

### Primeras canciones
Fabian recibía una asignación de la compañía discográfica de 30 dólares semanales (equivalentes a 289 dólares en 2021). También siguió trabajando a tiempo parcial en una farmacia y estudiando en el instituto South Philadelphia High School, mientras practicaba su canto. Fabian dijo más tarde: "No sabía lo que estaba haciendo, pero conocía mi objetivo: intentar ganar dinero extra. Eso significaba mucho para nuestra familia. Ensayé y ensayé, y realmente me sentía como un pez fuera del agua. Y grabamos un disco. Y era horrible. Sin embargo, llegó a Georgie Woods. Por alguna razón, Georgie Woods lo tocó".
La canción era "Shivers", que fue un éxito local en Chicago. Esto ayudó a Fabian a conocer a Dick Clark, que accedió a probar a Fabian en uno de los "record hops" de Clark, donde los cantantes actuaban ante un público adolescente. Fabian sincronizó los labios con una canción y Clark escribió: "Las niñas se volvieron locas. Empezaron a gritar y a chillar por un tipo que no hacía nada más que estar ahí de pie. Nunca había visto nada igual". Clark le dijo a Marcucci "tienes un éxito, es una estrella. Ahora solo tienes que enseñarle a cantar".
Clark finalmente puso al joven cantante en American Bandstand donde cantó "I'm in Love". Fabian admitió más tarde que esta canción "tampoco era muy buena" pero "la respuesta -me dijeron- fue abrumadora. No tenía ni idea. Durante todo ese tiempo, estuve grabando discos. No me pagaban por ello, sino por las promociones de las discográficas. Sólo hacía playback con mis discos. La respuesta fue realmente buena".

### Canciones de éxito
Marcucci le dio a Fabian una canción escrita por Mort Shuman y Doc Pomus, "I'm a Man" (no el éxito de Bo Diddley), de la que Fabian dijo más tarde que "me gustó mucho y me sentí muy cómodo. Me daba más experiencia, pero aún me sentía como un pez fuera del agua".
El biógrafo de Pomus escribió más tarde que la "laboriosa lectura de Fabian de una letra machista le otorgaba una vulnerabilidad que no podían pasar por alto sus púberes fans." La canción llegó a los 40 principales.
Marcucci promocionó intensamente el siguiente sencillo de Fabian, "Turn Me Loose", utilizando una serie de anuncios que decían "Fabian Is Coming", luego "Who is Fabian?" y finalmente "Fabian is Here". Funcionó y "Turn Me Loose" entró en el Top Ten, alcanzando el número 9.
Le siguieron "Hound Dog Man" (n.º 9 en EE. UU. y n.º 46 en el Reino Unido) y su mayor éxito, "Tiger", que alcanzó el n.º 3 en las listas estadounidenses. Vendió más de un millón de copias y la RIAA le concedió un disco de oro.
Otros sencillos que llegaron a las listas fueron "String Along", "About This Thing Called Love" y "This Friendly World", que alcanzó el n.º 12 en las listas estadounidenses. A los 15 años, ganó el Silver Award como "Vocalista Masculino Prometedor de 1958". Su primer álbum, Hold That Tiger, alcanzó el top 15 en dos semanas.

En 1959, Forte declaró ante un juez que ganaba 250.000 dólares al año (equivalentes a 2.324.000 dólares en 2021). (Un informe anterior lo cifraba en 137.000 dólares) Siguió estudiando y se graduó en el instituto en junio de 1960.
Durante el escándalo de la payola de los años 60, Forte testificó ante el Congreso que sus grabaciones habían sido manipuladas electrónicamente para "mejorar significativamente su voz."
Su carrera musical terminó básicamente cuando tenía 18 años, tras rescindir su contrato con Marcucci por 65.000 dólares. En 1974 dijo: "Me sentía controlado. Me sentía como una marioneta. Fue aterrador, como una pesadilla de tres años".
Marcucci admitió más tarde haber pegado un puñetazo a Fabian en una ocasión en que el cantante se sentó en el pasillo de un cine, no en medio de la fila como había pedido Marcucci; Fabian fue visto por un fan adolescente que gritó. Marcucci se enfadó porque no había visto la película y golpeó al cantante. En 1963, firmó un contrato con Dot Records. Pasó los trece años siguientes concentrado en la actuación.
Fabian dijo más tarde, en 1971, que "debo decir que nunca supe que [Marcucci] me engañara con el dinero que me debía y que nunca me prometió nada que no cumpliera". Declaró que dejó a su mánager porque "todas las canciones sonaban igual. Así que decidí rescindir el contrato. Me costó mucho, mucho más de lo que pensaba".

## Carrera como actor

### 20th Century Fox
La 20th Century-Fox había tenido éxito con estrellas del pop como Elvis Presley y Pat Boone. Decidieron hacer lo mismo con Fabian y le firmaron un contrato de larga duración. Su primer papel protagonista fue Hound-Dog Man (1959), basada en la novela de Fred Gipson (que había escrito Old Yeller) y dirigida por Don Siegel. Fue coprotagonista junto al más experimentado Stuart Whitman y cantó varias canciones, incluida la del título. La Enciclopedia Psicotrónica del Cine publicó una foto de la prueba de pantalla de Forte, en la que aparecía con el mismo atuendo que Elvis Presley en Love Me Tender, de Fox. "Actuar era algo natural para mí. No sé por qué", dijo Fabian más tarde.
La grabación de Fabian de la canción Hound Dog Man fue un éxito entre los diez primeros, pero la película no fue un éxito financiero, a diferencia de las primeras películas de Presley y Boone. Sin embargo, el estudio volvió a intentarlo en dos papeles más pequeños, apoyando a una estrella mayor: High Time, con Bing Crosby, y North to Alaska, con John Wayne. Ambas películas gozaron de gran popularidad, especialmente esta última, y en noviembre de 1960 se modificó su contrato con el estudio con un aumento de sueldo: ahora era un contrato de siete años con opción a dos películas al año. Más tarde dijo que "actuar no era como cantar, porque era muy privado, tranquilo en el plató. Nada de gritos [de fans adolescentes]. Fue una experiencia maravillosa. Pude conocer y trabajar con John Wayne, James Stewart y Peter Lorre. Elvis vino a conocerme cuando estaba en el plató. Marilyn Monroe, Natalie Wood y Gary Cooper también estuvieron en el lote. Estuve ocho horas en el avión con Marlon Brando volviendo de Tahití".
El contrato con la Fox incluía tanto series de televisión como películas. El director Robert Altman contrató a Fabian para interpretar a un asesino psicótico en "Un león camina entre nosotros", un episodio de la serie de televisión Bus Stop. Este episodio fue muy controvertido por su contenido violento, y muchas filiales se negaron a emitir el programa, hasta el punto de que incluso fue mencionado en el Senado de EE.UU. Sin embargo, la serie fue buena para la carrera como actor de Fabian, que se sintió más respetado. Más tarde dijo que la consideraba su mejor interpretación.
Paramount lo tomó prestado de la Fox para coprotagonizar con el ídolo adolescente Tommy Sands Love in a Goldfish Bowl (1961). En 1961, Bob Marcucci anunció que Fabian y Avalon protagonizarían Virginia Ridge, de Clarence Fillmore, sobre la batalla de New Market, en la que los cadetes de Virginia Military se enfrentaron a soldados de la Unión. La película nunca llegó a rodarse.
En su lugar, Fabian coprotagonizó junto a Tuesday Weld un episodio de The Dick Powell Show, titulado "Run Till It's Dark". En Mr. Hobbs Takes a Vacation (1962), se enamora (y canta) de la hija de un padre de familia interpretado por James Stewart; fue un gran éxito. También lo fue El día más largo (1962), la epopeya de Fox sobre el desembarco del Día D; Fabian aparecía entre otros ídolos adolescentes como Rangers estadounidenses. Menos popular, aunque muy vista, fue Cinco semanas en globo (1962), la versión de Irwin Allen sobre Julio Verne; Fabian cantó una canción, pero de nuevo era un papel secundario.
Cuando la Fox cerró temporalmente debido a los sobrecostes de Cleopatra, Fabian fue uno de los primeros actores cuyas opciones se ejercieron tras la reapertura del estudio. Iba a volver a apoyar a Stewart en Take Her, She's Mine (1963), pero no apareció en la película final. Samuel Z. Arkoff, de American International Pictures, dijo que quería que Fabian fuera el protagonista de Beach Party (1963), pero no pudo hacerlo debido a su contrato con la Fox.
Fabian no se había convertido en una estrella de cine pero estaba muy solicitado como actor, apareciendo en episodios de series como The Virginian, Wagon Train, The Greatest Show on Earth y The Eleventh Hour.
Tuvo un buen papel en una película de surf realizada para Columbia, Ride the Wild Surf (1964) (con Tab Hunter), y volvió a reunirse con James Stewart para Dear Brigitte (1965), de Fox; la película no consiguió repetir el éxito de Hobbs. Harry Alan Towers le dio el papel de una de las víctimas en Ten Little Indians (1965).
En octubre de 1965, la Fox anunció que había adquirido la opción de Fabian de realizar tres películas más para el estudio, empezando por Custer's Last Stand. Sin embargo, esa película no se rodó y Fabian no volvió a hacer más películas para la Fox.

### AIP
En noviembre de 1965 firmó un contrato de siete películas con American International Pictures (AIP). Su primera película para la compañía fue junto a las estrellas de Beach Party Frankie Avalon y Annette Funicello en la película de carreras de coches Fireball 500 (1966). A continuación, AIP le envió a Italia para interpretar un papel destinado originalmente a Avalon en Dr. Goldfoot and the Girl Bombs (1966), junto a Vincent Price y dirigida por Mario Bava. De vuelta a Estados Unidos, rodó otra película de carreras de coches para AIP, Thunder Alley (1967), junto a Funicello y dirigida por Richard Rush. Su cuarta película para AIP fue Maryjane (1968), en la que Fabian interpretaba a un profesor de escuela que luchaba contra los males del tráfico de marihuana.
Volvió a los dramas sobre coches de carreras con The Wild Racers (1968), financiada en parte por Roger Corman y rodada en Europa. No fue un gran éxito en su estreno, pero ha desarrollado un culto; Quentin Tarantino la describió como su película favorita de coches de carreras.
The Devil's 8 (1968) fue una copia de AIP de The Dirty Dozen (con guion coescrito por John Milius). Su séptima y última película para el estudio fue Una bala para Pretty Boy (1970).
Fabian también interpretó a Josh Ashley en Little Laura and Big John (1973) para Crown International Pictures.
En 1962, actuó en John Loves Mary en una función de verano.

## Vida personal
Fue reclutado, pero rechazado, para el servicio militar durante la Guerra de Vietnam. Según el teniente coronel del USMC Arthur Eppley, Forte fue declarado 4F (no apto para el servicio).
En 1982, fue arrestado por supuestamente clavar su cigarrillo a un pasajero que le pidió que lo apagara en una sección de no fumadores de un avión. El pasajero resultó ser un fiscal de distrito, pero finalmente no se presentaron cargos. [39]

### Accidente automovilístico
En 1978, Fabián participaba en un evento de carreras benéfico en Watkins Glen, Nueva York. Estaba practicando en Willow Springs International Motorsports Park bajo la instrucción del conductor profesional Bill Simpson cuando volcó su auto y sufrió cortes y contusiones menores. [49]
En 1982, un jurado lo encontró responsable en un 40% por el accidente (Fabián testificó que Simpson lo instó repetidamente a conducir más rápido, mientras que Simpson testificó que Fabián de repente aceleró violentamente a pesar de sus órdenes de reducir la velocidad). [50] Recibió 32.000 dólares en un acuerdo extrajudicial (equivalente a 97.000 dólares en 2022). [51]

### Matrimonios
Forte se ha casado tres veces. Su primer matrimonio fue con la modelo Kathleen Regan en septiembre de 1966. [52] Tuvieron dos hijos juntos, Christian y Julie, antes de separarse en junio de 1975. En octubre de 1975, Forte fue arrestado después de una discusión con Regan en la que estaba acusado de golpearla. [54] Fue puesto en libertad condicional por dos años. [39] La pareja se divorció en 1979. "Mi culpa", dijo Fabián. [55]
Se casó con Kate Netter en 1980; se divorciaron en 1990.
En 1998, se casó con Andrea Patrick, ex reina del carbón bituminoso y Miss Pensilvania, Estados Unidos. Él y Andrea fueron demandados más tarde por el complejo donde se casaron por facturas no pagadas. 
Fabián se mudó de Los Ángeles al condado de Fayette, Pensilvania, para estar más cerca de la familia de su esposa; él y su esposa fueron demandados por el constructor de su casa, también por facturas no pagadas. [57] Viven en 20 acres (8,1 ha) en el suroeste de Pensilvania en una casa que diseñó su esposa. En 2013, dijo que tocaba "25 espectáculos al año. Eso me saca de casa... Nunca he sido más feliz. [En casa] monto mi vehículo todo terreno y mi tractor y corto el césped. Donde crecí, No había pasto." 
Él y Patrick también trabajan para la revista Gladys. [59]

### Filantropía
Fabián y Andrea Forte participan activamente en la Asociación Estadounidense de Diabetes, la Asociación Estadounidense del Corazón y Forte ha ayudado a recaudar dinero para los veteranos con su Torneo de Golf de Celebridades en Carolina del Norte.